# Eukiefferiella peculiaris
Eukiefferiella peculiaris är en tvåvingeart som beskrevs av Sinharay, Chaudhuri och Chaudhuri 1978. Eukiefferiella peculiaris ingår i släktet Eukiefferiella och familjen fjädermyggor. Inga underarter finns listade i Catalogue of Life.